# Seututie 725
Pour les articles homonymes, voir Route 725.
La route régionale 725 (finnois : Seututie 725) est une route régionale allant de Mustasaari jusqu'à Ylihärmä  en Finlande,.

## Parcours
- Mustasaari
  - Kuni
- Vöyri
  - Bergby
  - Vöyri
  - Kaurajärvi
  - Petterinmäki
- Kauhava
  - Vesiluoma
  - Ylihärmä

## Liaison transversale Vaasa-Lappajärvi
Les routes nationales 8 et 19 avec les routes régionales 725 et 733 forment une liaison transversale entre Vaasa et Karvala à Lappajärvi. 
La liaison emprunte les parties suivantes :
- : Vaasa-Kuni, Mustasaari
- : Kuni, Mustasaari-Ylihärmä, Kauhava
- : Ylihärmä, Kauhava-Pernaa, Kauhava
- : Pernaa, Kauhava-Karvala, Lappajärvi